# Suat Zendeli
Suat Zendeli (in macedone Суат Зендели?; Ljuboten, 24 febbraio 1981) è un ex calciatore macedone, di ruolo portiere.

## Carriera
Il 12 gennaio 2014 viene acquistato a titolo definitivo dalla squadra macedone dello Shkupi.

## Palmarès

### Club

#### Competizioni nazionali
- Campionato macedone: 1

Škendija: 2010-2011